# Chiesa di San Lorenzo (Rovetta, via San Lorenzo)
La chiesa di San Lorenzo è un luogo di culto cattolico di San Lorenzo frazione di Rovetta, in provincia e diocesi di Bergamo, fa parte del vicariato di Clusone-Ponte Nossa, ed è sussidiaria di quella omonima

## Storia
Una piccola chiesa dedicata a san Lorenzo era inserita nell'elenco degli edifici di culto presenti sul territorio bergamasco del 1260, chiese che dovevano versare un affitto alla sede di Roma. Nel documento la chiesa era indicata come di "Gavaçio" e dipendente dalla chiesa mariana di Clusone. La chiesa risulta essere sussidiaria della parrocchiale di Songavazzo. La piccola chiesa era inserita in un antico castello che fu distrutto nel 1400 durante la guerra tra i guelfi e ghibellini, unica parte che pare rimase intatta, mentre il territorio fu diviso in parti e alienato al prezzo di lire 100 imperiali, ma gli acquirenti tennero unito il territorio fondando la “compagnia dei Capi 90” con un proprio statuto e caneparo.

Nel 1636, Rovetta, e tutto il suo territorio ottenne l'autonomia da Clusone, e la chiesa di San Lorenzo ebbe il giuspatronato dei rappresentanti della Compagnia mantenendo però la sua sussidiarietà alla chiesa di Songavazzo, località che aveva un importante rappresentante della compagnia.
Nel 1732 i vicini della frazione, fecero richiesta al Serenissimo principe della Repubblica di Venezia perché venisse autorizzata la costruzione di un nuovo edificio di culto, lavori che gli abitanti si sarebbe accollati. La richiesta era nata dalla difficoltà degli abitanti di attraversare la val Borlezza durante i periodi piovosi. Solo nel XVIII secolo venne costruito il ponte che l'attraversava ma che crollò nel 1820.
L'antica chiesa fu smembrata da quella di Songavazzo nel 1863 ed elevata a parrocchiale dal vescovo Pietro Luigi Speranza.
Ma l'edificio di culto non era sufficientemente capiente ad accogliere tutti i fedeli della località, fu quindi deciso dalla comunità di edificare un nuovo edificio di culto, dedicato sempre al santo spagnolo, edificio che si sviluppava sul fianco destro della chiesa.
L'antico edificio rimase come chiesa sussidiaria, mantenendo la medesima torre campanaria, riedificata poi nel 1913 su progetto di Luigi Angelini. Molte opere che erano presenti in questa chiesa furono poste ad arredo di quella nuova.

## Descrizione

### Esterno
L'edificio di culto è posto ad angolo retto rispetto alla nuova parrocchiale dal classico orientamento con abside a est, ed è preceduto dal sagrato in sassi di fiume con disegni ornamentali. Il fronte principale appare nascosto dal nuovo edificio, e si sviluppa su due ordini, divisi da una cornice marcapiano, e tripartita da quattro lesene in muratura, che ospitano nella parte centrale il l'ingresso principale e la finestra rettangolare ad arco ribassato completa di inferriata atta a illuminare l'aula.

### Interno
L'interno a unica navata a pianta rettangolare, si sviluppa su tre campate divise da lesene stuccate complete di capitelli d'ordine corinzio che reggono il cornicione non praticabile, ogni campata ospita una finestra, che porta luce all'aula. La zona presbiteriale rialzata da due gradini in pietra, con copertura  a botte che termina con il coro con catino absidale.